# Jorge Órdenes
Jorge Órdenes (Andacollo, 12 de abril de 1954 - Coquimbo, Chile, 20 de febrero de 2016) fue un político chileno, quien desempeñó el cargo de alcalde de la comuna de Andacollo, región de Coquimbo.

## Vida personal
Nació en el Barrio Norte en la comuna de Andacollo en el seno de una familia de 7 hermanos. En la década de 1970 fue dirigente sindical del Banco de Crédito e Inversiones, llegando a ser un líder sindical regional, nacional e internacional en Flacso. Tras 20 años de servicio, retornó a Andacollo.

## Carrera política
En el período 2000 - 2004 ejerció el cargo de concejal por Andacollo respaldado por la Democracia Cristiana. En las elecciones municipales de 2004 logró derrotar a la alcaldesa Marcelina Cortés, quien había desempeñado el cargo por más de 20 años.
Algunos avances de su gestión fue el desarrollo de proyectos de recolección de basura domiciliaria, gestionar la instalación de la primera cableoperadora de la comuna y permitir la instalación de la radio local Radio Montaña.
En las elecciones municipales de 2008 no logró ser electo, por el partido Demócrata Cristiano, para un nuevo período, y en las elecciones de 2012 tampoco fue elegido, esta vez como Independiente fuera de pacto.
Acusaciones de fraude
En 2013 se dictó una sentencia en su contra por fraude al Fisco, por la fallida Ruta del Peregrino, la cual sería un trazado para la peregrinación a la Basílica de Andacollo. Debido a esta sentencia pagó una multa por 6 millones de pesos y quedó inhabilitado para postularse nuevamente como alcalde.

## Historial electoral

### Elecciones municipales de 2000
Alcalde y concejales para la comuna de Andacollo

### Elecciones municipales de 2004
Alcalde para la comuna de Andacollo

### Elecciones municipales de 2008
Alcalde para la comuna de Andacollo

### Elecciones municipales de 2012
Alcalde para la comuna de Andacollo